# Карел Михал
Карел Михал, настоящее имя — Павел Букса (чеш. Karel Michal; 28 декабря 1932, Прага, Чехословакия — 30 июня 1984, Берн, Швейцария) — чешский писатель. Наиболее значительные его произведения — исторический роман «Честь и слава», детективные повести «Шаг в сторону» и «Гипсовая дама».

## Биография
Павел Букса родился в 1932 году в Праге в семье врачей. В 1951 году он окончил гимназию, но поступить сразу на факультет медицины Карлова университета не смог: ему сказали, что как выходец из «буржуазной семьи» он должен сначала стать частью рабочего класса. Букса работал слесарем, каменщиком, дорожным рабочим, инспектором строительных работ. В 1953 году он поступил, наконец, в университет, но спустя три года был отчислен, так как не смог сдать политические экзамены. Отслужил два года в армии, после демобилизации в 1959 году работал подсобным рабочим, плиточником, заведующим ипподромом, начал заниматься литературой.
Первые публикации Буксы относятся к 1960 году. Это была короткая проза в журнале «Пламя», опубликованная под именем Карел Михал: псевдоним подобрали по телефонному справочнику, так как автор боялся, что из-за писательства его уволят. В 1961 году вышли сборник рассказов «Гости страны фантазии» и детективная повесть «Шаг в сторону», которые имели большой успех. Михал работал драматургом на студии Баррандов, редактором одного из издательств, позже — редактором журнала «Литературные новости». В 1966 году вышел его исторический роман «Честь и слава» об эпохе Тридцатилетней войны, который критики признают новаторским. В 1967 году была опубликована вторая детективная повесть — «Гипсовая дама» (её действие происходит в конце 1920-х годов). Однако успешная писательская карьера Михала оборвалась в 1968 году: он отказался поддержать интервенцию стран Варшавского договора и был вынужден эмигрировать.
С этого момента Михал жил в Швейцарии, где работал сначала ночным сторожем, потом преподавателем истории, греческого и латинского языков в гимназии. В писательстве он ограничивался короткой прозой. В 1977 году вышла последняя книга Михала — сборник рассказов «Родной край». В Чехословакии после 1968 года его не публиковали, его имя было под запретом.
В 1984 году Михал застрелился в гостиничном номере в Берне. Существует мнение, что это был несчастный случай. В 2008 году тело писателя было перезахоронено на родине.

## Список произведений
- Гости страны фантазии (сборник рассказов, 1961);
- Шаг в сторону (детективная повесть, 1961);
- Честь и слава (исторический роман, 1966);
- Гипсовая дама (детективная повесть, 1967);
- Голова цыгана (сборник рассказов, 1967);
- Родной край (сборник рассказов, 1977).

На русском языке опубликованы переводы шести рассказов автора:
- «Как Прыщику счастье привалило» (перевод Н. Аросевой);
- «Баллада о чердачнике» (перевод Н. Аросевой);
- «Чрезвычайное происшествие» (1961) (перевод В. Чешихиной);
- «Сильная личность» (перевод С. Пархомовской);
- «Кокеш» (1961) (перевод Н. Аросевой);
- «Домовой мостильщика Гоуски» (перевод И. Чернявской).

## Экранизации
В 1968 году на экраны вышел фильм «Честь и слава» режиссёра Гинека Бочана, экранизация одноимённого романа Михала. Один из рассказов, включённых в сборник «Гости страны фантазии» стал литературной основой сценария фильма «Белая фея».